# 유타 가는 길
"유타 가는 길"(Road to Utah)은 한국, 미국에서 제작된 김정중 감독의 2016년 드라마 영화이다. 이진욱 등이 주연으로 출연하였다.

## 출연

### 주연
- 이진욱
- 류혜영

## 기타
- 프로듀서: 이승복
- 프로듀서: 송지연
- 프로듀서: 신인기
- 조명: 차상균